# Marcos Hocevar
Pour les articles homonymes, voir Hocevar.
Marcos Hocevar, né le 25 septembre 1955 à Ijuí, est un ancien joueur de tennis professionnel bresilien.

## Carrière
Bien que méconnu du grand public, il a pourtant à son actif un fait unique dans l'histoire du tennis de compétition. En effet il est le seul joueur à avoir encaissé un « set d'or » (set sans marquer un seul point) depuis le début de l'ère Open en 1968. C'était le 28 février 1983 au tournoi de Delray Beach en Floride. Son "bourreau" était l'Américain Bill Scanlon. Il perdit le match 6-2, 6-0.
Ses résultats plus positifs incluent des victoires contre Vitas Gerulaitis (Quito, 1980), Henri Leconte (Kitzbühel, 1982) et Andrés Gómez (Barcelone, 1982).
Il a arrêté sa carrière en 1985 mais a continué à jouer jusqu'au début des années 1990 en tant que partenaire de double de son frère Alexandre dans des tournois Challenger brésiliens.

## Palmarès

### Finales en simple (2)
| No | Date       | Nom et lieu du tournoi       | Catégorie | Dotation  | Surface      | Vainqueur       | Score         |  |
| -- | ---------- | ---------------------------- | --------- | --------- | ------------ | --------------- | ------------- |  |
| 1  | 19-07-1982 | Head Cup, Kitzbühel          |           | 100 000 $ | Terre (ext.) | Guillermo Vilas | 7-6, 6-1      |  |
| 2  | 15-11-1982 | Tournoi du Brésil, São Paulo |           | 200 000 $ | Terre (int.) | José Luis Clerc | 6-2, 6-7, 6-3 |  |

### Titre en double (1)
| No | Date       | Nom et lieu du tournoi                    | Catégorie | Dotation  | Surface      | Partenaire  | Finalistes                 | Score         |  |
| -- | ---------- | ----------------------------------------- | --------- | --------- | ------------ | ----------- | -------------------------- | ------------- |  |
| 1  | 16-11-1981 | South American Championships Buenos Aires |           | 175 000 $ | Terre (ext.) | João Soares | Álvaro Fillol Jaime Fillol | 7-6, 6-7, 6-4 |  |

### Finales en double (2)
| No | Date       | Nom et lieu du tournoi                    | Catégorie | Dotation  | Surface      | Vainqueurs                  | Partenaire   | Score    |  |
| -- | ---------- | ----------------------------------------- | --------- | --------- | ------------ | --------------------------- | ------------ | -------- |  |
| 1  | 19-11-1979 | South American Championships Buenos Aires |           | 175 000 $ | Terre (ext.) | Tomáš Šmíd Sherwood Stewart | João Soares  | 6-1, 7-5 |  |
| 2  | 17-10-1983 | Fischer Grand Prix Vienne                 |           | 100 000 $ | Dur (int.)   | Stan Smith Mel Purcell      | Cássio Motta | 6-3, 6-4 |  |